# Primogenitură
     Primogenitură absolută
     Cognatică, planificată să se treacă la cea absolută
     Agnatico-cognatică
     Primogenitură agnatică
     Monarhie electivă

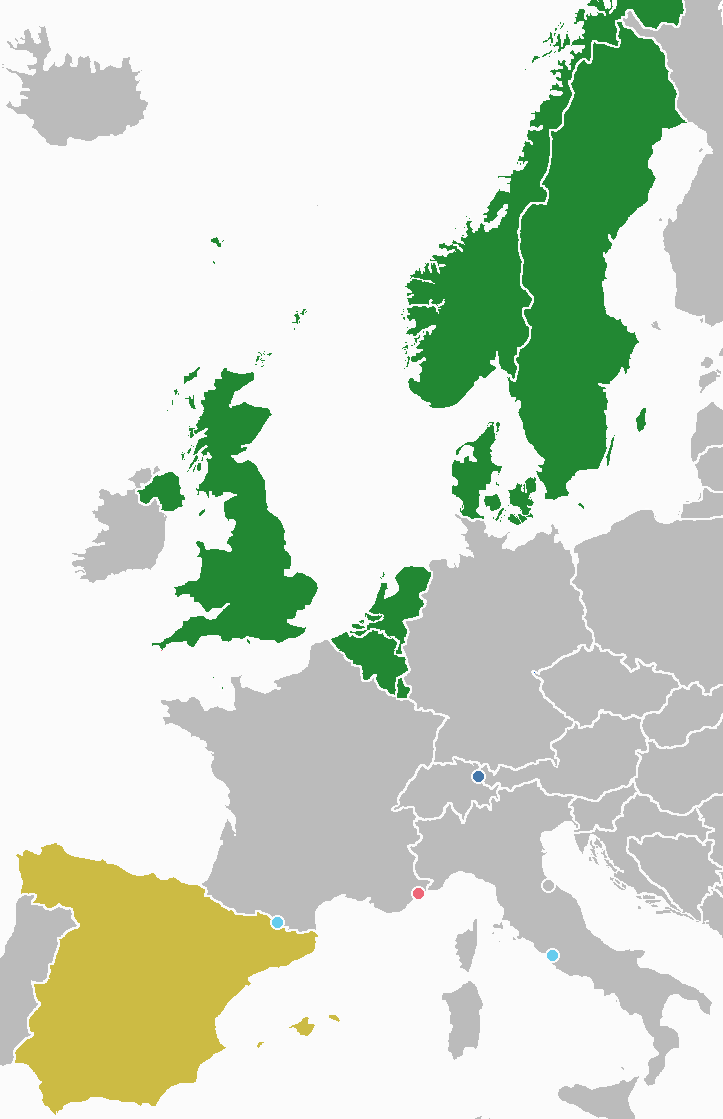
Monarhiile Europei după tipul succesiunii:
Primogenitură absolută
Cognatică, planificată să se treacă la cea absolută
Agnatico-cognatică
Primogenitură agnatică
Monarhie electivă

Primogenitura, cunoscută și ca Dreptul primului născut este principiul moștenirii proprietății și titlurilor de la tată către fiul cel mare, născut în căsătorie, excluzând fii mai mici, fiicele și alte rude. În absența unor fii legitimi, moștenirea ar putea fi adresată fraților sau fiicelor decedatului (în ordinea vârstei), în funcție de tipul legilor sau obiceiurilor. Un rol deosebit de important este principiul primului născut în materie de succesiune în acele monarhii, unde acesta este aplicat.
DEX online îl descrie ca pe o „întâietate, prioritate pe care o are (în unele țări) cel dintâi născut dintre mai mulți frați în dobândirea anumitor drepturi”.